# Tonno di coniglio
Il tonno di coniglio, più raramente coniglio in composta, è un antipasto tradizionale delle Langhe e del Monferrato, in Piemonte.
Si tratta di un coniglio che, dopo essere stato messo a bollire, tagliato in più parti e lasciato raffreddare, viene immerso in olio, sale e salvia. Il piatto può essere servito con carote o crostini a piacere. I barattoli con tonno di coniglio si conservano per cinque o sei mesi.

## Storia
Il tonno di coniglio è un piatto di origine contadina che a volte veniva preparato con qualche giorno di anticipo, in quanto l'olio in cui è immerso permette una lunga conservazione. Il gastronomo Giovanni Goria asseriva che la carne di coniglio  «succhia l'olio diventando tenera come un tonno»; egli consigliava anche di aggiungere altro olio durante la marinatura affinché esso imbibisca l'animale senza ricoprirlo. Vari tomi di cucina danno al piatto nomi diversi fra cui "tonno" e "coniglio in composta"; in alcuni casi, esso è stato confuso con la "terrina di coniglio".
Secondo una tradizione legata a questo alimento, nell'Ottocento, i frati di un convento di Avigliana, per consumare carne durante la Quaresima e non incorrere in sanzioni, avrebbero conservato del coniglio sott'olio facendolo passare per tonno.
Oggi il tonno di coniglio viene riproposto nei ristoranti e nelle trattorie del Piemonte.